# カール・マイダンス
カール・マイダンス（英語: Carl Mydans, 1907年5月20日 - 2004年8月16日）は、FSA(Farm Security Administration; 農業安定局または農業保障局)及びライフ(米国のグラフ雑誌)に所属した写真家である。

## 経歴
マサチューセッツ州ボストン近郊、メドフォード近隣のミスティック・リバーで生まれ育つ。父親の職業はオーボエ奏者。
ボストン大学在学中に写真家活動に打ち込む。ボストン大学の学内新聞のボストンユニバーシティ・ニュースにて、活動している時に、子供の頃の夢であった外科医あるいは造船業技術者になることを諦め、ジャーナリストを志向するようになった。マイダンスはボストングローブ紙とボストンヘラルド紙で、最初の報道業務に従事した。大学卒業後、ニューヨークに移りアメリカン・バンカー誌の記者となり、その後1935年にワシントンに移り、FSA(Farm Security Administration; 農業安定局または農業保障局)の写真家グループに加盟した。マイダンスは、FSAプロジェクトにて、ドロシア・ラング及びベン・シャーンら他の写真家とともに、米国の農村の農民の状況を記録した。

## 第二次世界大戦での活動
マイダンスは、延べ72000Kmを超える取材旅行を行い、第二次世界大戦中のアジアおよび欧州各地の生と死の写真を記録撮影した。1941年、写真家で夫人のシャーリー・マイダンスと共に夫妻でライフ誌の専属カメラマンとなった。
マイダンスとシャーリーは、フィリピン戦線で進攻して来た日本軍の捕虜となり、約一年抑留され、その後1943年の捕虜交換で解放されるまで、更に一年中国の上海に抑留された。
マイダンスは、再び戦場に派遣され、欧州戦線のイタリアとフランスにおける枢軸側との前線に赴いた。マッカーサー将軍のフィリピン反攻に間に合うように1944年までにフィリピンに戻された。
マイダンスは、マッカーサー将軍が1944年にフィリピンに意図的に大股で上陸する様の瞬間をスナップ写真に収めた。伝説的将校であるマッカーサーは、嘗て日本軍が侵攻してきた際に｢必ずや私は戻って来るだろう(I shall return)。｣と言い残したが、マイダンスの写真により、この不死身で手強い将軍を後世に強く印象付けることとなった。フィリピン再上陸の瞬間は演出された物だという指摘がいくつかあったが、マイダンスは、マッカーサー将軍自身が宣伝効果について十分に理解していたことを認めつつも、その写真自体は将軍の日常行動を記録したのだと断固として反論した。 マイダンスの他の著名な写真には、マッカーサー将軍が、1945年9月初旬に戦艦ミズーリ艦上で日本の代表団の降伏文書への署名を軍楽隊と共に見守る様子が記録されている。｢自分以前には、公的な言行の記録が写真による表現の力で、より正しい理解を得られるものであることは知られてなかっただろう｣とマイダンスは、マッカーサー将軍の言葉として引用している。マイダンスは、ミズーリ艦上での日本の降伏文書調印式典も写真記録として残している。
マイダンスの他の有名な写真としては、｢重慶空爆｣、｢ミズーリ艦上の降伏調印(1945年)｣、｢ドイツ占領下でドイツ将兵と同衾したフランス人女性の髪を剃り落す怒れるフランス市民(1944年)｣、部屋いっぱいの興奮した王室の子供と落ち着いた年長の王族達(1954年)｣、そして、｢コーンパイプを燻らすマッカーサー将軍(1950年)｣等、何点かある。
しかしながら、マイダンスは、写真家としては一般の陸海軍の兵士の視点で戦争を記録した。｢機知に富みそして冷静なマイダンスの写真は、第二次大戦、朝鮮戦争及び他の紛争について戦争の現実を明かにし、今現在においてさえも記憶に呼び覚ましてくれるものである｣とニューヨクータイムズ紙に書き留められている。

## 戦後の活動
2年間に渡る拘禁生活に拘わらず、マイダンスは、アジアの国々に悪感情は持っておらず、タイム・ライフ東京支局長として、夫人とともに赴任することに同意した。タイム・ライフは、タイム誌、ライフ誌及びその他の著名誌の出版元であり、マイダンスは、そこから多くのビジュアルな記事を発信した。1948年にたまたま居合わせた福井市で福井大地震に遭遇した。その時にマイダンスが撮った写真には、通りで周りの建物が倒壊している現場の記録がある。また、タイム・ライフ東京支局長時代に契約カメラマンのデビッド・ダグラス・ダンカンと三木淳がいた。この二人が優秀なレンズとして見出した日本光学製(現：ニコン)の35mm判用レンズのニッコールを自分の愛用のコンタックスに使用するようになった。因みに、ダンカンはライカのカメラにニッコールを使用していた。その後、マイダンスは、当時のコンタックスに頻発したシャッタートラブルから、カメラボディも日本光学のニコンSを使う様になった。同じく、厳冬の朝鮮半島でも確実に動作したことから、ダンカンもニコンSを使う様になった。これがきっかけとなり、朝鮮戦争の取材をするライフ・タイムのカメラマンが、続々と日本光学のカメラとレンズを使用するようになった結果、日本光学に留まらず、日本のカメラを世界に知らしめるきっかけとなった。
朝鮮戦争の取材を終えた後、1972年に長年の活動の折目となる出版を行うまで間、20年間に渡り世界各地の人々の生活について取材旅行をした。
それから数年後に、報道写真家として活動を再開した際には、マイダンスはその時点でにおいても依然として貢献度の高い報道写真家の一人だった。マイダンスは、2004年8月16日に心不全で、ニューヨーク州ラークモントの自宅にて死去した。2002年に妻と死別してからは、娘のミスティが看病をしていた。因みにミスティはカリフォルニア州弁護士である。また、息子のセスは、ニューヨーク・タイムズ紙のアジア特派員である。

## 文献
- Mark Edward Harris. "Carl Mydans: A life goes to war". In: Camera & Darkroom (ed.), Volume 16 Number 6 (June 1994). Beverly Hills, CA. pp. 22–31.
- 『マッカーサーの日本　1945‐1951　カール・マイダンス写真集』石井信平訳、講談社、1995年
- 『林忠彦×カール・マイダンス展』PPS通信社、1995年

図録：副題は、焼け跡からの半世紀--日米フォトジャーナリストの観た日本：写真が語る戦後50年